# Bob Ferry
Pour les articles homonymes, voir Ferry.
Robert Dean Ferry, dit Bob Ferry (né le 31 mai 1937 à Saint-Louis, Missouri et mort le 27 octobre 2021) est un joueur et dirigeant américain de basket-ball.

## Biographie
Pivot de 2,03 m issu de l'université Saint-Louis, Ferry fut sélectionné par les Saint-Louis Hawks au 7e rang de la draft 1959. Ferry joua dix saisons en NBA avec les Hawks, les Pistons de Détroit et les Bullets de Baltimore, inscrivant 5 780 points et captant 3 343 rebonds. À l'issue de sa carrière de joueur, il devint entraîneur assistant, puis General Manager des Bullets, remportant le titre de NBA Executive of the Year en 1979 et 1982.
Le fils de Bob Ferry, Danny joua 13 saisons en NBA.